# ElkoTech
ElkoTech este o companie de distribuție de produse IT din România.
Compania a fost înființată în 1999 și face parte din grupul de companii Elko din Letonia, care deține 51% din titluri.
ElkoTech mai are ca acționari patru persoane fizice, printre care se numără și directorul general Mircea Ciciur, cu o participație de 16,5%.
Elko are peste 500 de angajați și activează în nouă țări.
Grupul a înregistrat în anul 2007 venituri de peste un miliard de dolari.
Cifra de afaceri:
- 2009: 35,7 milioane dolari[2]
- 2008: 46 milioane dolari (36 milioane euro)[3]
- 2007: 42,5 milioane dolari (31 milioane euro)[1]